# قلعه‌نو (خواف)
قلعه‌نو، روستایی است از توابع بخش سلامی و در شهرستان خواف استان خراسان رضوی ایران.

## جمعیت
این روستا در دهستان سلامی قرار داشته و بر اساس سرشماری سال ۱۳۸۵ جمعیت آن (۱۳۵خانوار) ۶۸۱نفر
بوده است.